# Atletika na Letních olympijských hrách 2000 – desetiboj muži
Desetiboj na LOH 2000 v australském Sydney (27. - 28. 9. 2000) byl celkovou úrovní výsledných bodů spíše mírně slabší, ale přesto zde byly k vidění velmi zajímavé výkony. Mírně kontroverzním vítězem se stal Estonec Erki Nool výkonem 8640 bodů, za ním skončil Čech Roman Šebrle (8604 bodů) a bronz bral těsně Američan Chris Huffins (8595 bodů). Zajímavé je, že Šebrle o rok později překonal světový rekord (9026 bodů) a na dalších OH 2004 v Athénách zvítězil, Huffins po této sezóně naopak ukončil svoji atletickou kariéru. Velkou smůlu měl úřadující světový rekordman a mistr světa Tomáš Dvořák, který měl problémy s kolenem a závod dokončil až na 6. místě.

## Kontroverze v disku
Erki Nool podle platných pravidel pravděpodobně neměl zaznamenat jediný platný pokus v disku, což by vyneslo druhý olympijský titul Romanu Šebrlemu a na bronzovou pozici posunulo Brita Deana Maceyho. Estonec měl ale velké štěstí, protože jeho rovněž nepovedený třetí pokus po dvou přešlapech rozhodčí nakonec uznali (snad šlo o snahu vyhnout se skandálu). Zadní část nohy Noola se však jasně dotkla okraje kruhu, což je běžně klasifikováno jako faul. Například i Tomáš Dvořák, který ve chvíli odhodu stál jen několik metrů od Noola pro média později prohlásil, že si je naprosto jistý Noolovým přešlapem. Zlatá medaile nicméně Estoncovi již nejspíš zůstane.

## Boj o medaile
Podle očekávání začal nejlépe Američan Huffins, který proletěl stovku za 10,48 sekundy a nechal za sebou Noola (10,68 s) i Šebrleho (10,92 s). V dálce si vedli dobře Nool (776 cm), Huffins (771 cm) i Šebrle (762 cm). V kouli vrhl Huffins 15,27 m, Šebrle za ním zůstal jen o 5 cma Nool o 16 cm. Skok do výšky zvládl nejlépe Šebrle (212 cm), za ním Huffins (209 cm) a s odstupem Nool (200 cm). Čtyřstovku naopak ovládl Estonec s časem 46,71 s, Šebrle (48,20 s) i Huffins (48,31 s) ztráceli. 110 m. překážek zvládl nejlépe Šebrle (13,87 s) před Huffinsem (13,91 s) a s odtupem před Noolem (14,48 s). V disku se Nool zachránil sporným třetím pokusem (43,66 m), Šebrle (44,39 m) a zejména Huffins (49,55 m) hodili dál. Tyč zvládl z trojice nejlépe Nool (500 cm), Šebrle zaostal o 20 a Huffins o 30 cm. Také oštěp vyhrál mezi medailisty Nool (65,82 m) před Šebrlem (64,04 m) a Huffinsem (56,62 m). V závěrečném běhu na 1500 metrů byl z tria medailistů nejlepší Šebrle (4:28,79 min), čímž celkově předstihl Huffinse (4:38,71 min), ale nestačil už bodově na Noola (4:29,48 min.). Nool tak zvítězil o 34 bodů před Šebrlem a o 45 bodů před Huffinsem.
Tomáš Dvořák se potýkal se zdravotními problémy, přesto zvítězil v celém poli desetibojařů ve dvou disciplínách - vrhu koulí (15,91 m) a hodu oštěpem (69,94 m). Ani to ale nestačilo na lepší než šesté místo pro papírového favorita závodu. Na 14. místě skončil poslední český účastník soutěže Jiří Ryba, a to výkonem 8056 bodů. Závod dokončilo celkem 25 ze 38 startujících závodníků.